# Pimpla rasilis
Pimpla rasilis är en stekelart som först beskrevs av Setsuya Momoi 1973.  Pimpla rasilis ingår i släktet Pimpla och familjen brokparasitsteklar. Inga underarter finns listade i Catalogue of Life.